# پیرسهراب
پیرسهراب، روستایی در دهستان پیرسهراب بخش پیرسهراب شهرستان چابهار در استان سیستان و بلوچستان ایران است. این روستا، مرکز بخش پیرسهراب است.

## جمعیت
بر پایه سرشماری عمومی نفوس و مسکن در سال ۱۳۹۵، جمعیت این روستا برابر با ۱،۰۸۱ نفر (۲۵۹ خانوار) بوده‌است.